# 노구치 소이치
노구치 소이치(일본어: 野口 聡一, 1965년 4월 15일 ~ )는 일본인 우주비행사이다. 가나가와현 요코하마시에서 태어났으며 지가사키시에서 자랐다. 키는 180cm이며 STS-107 컬럼비아 우주왕복선의 사고 후 NASA 우주왕복선의 운항 재개 후 최초로 2005년 7월 26일에 발사된 프로그램 STOS-114의 운용 기술자로 탑승했다. 2009년 12월 20일에 소유스 TMA-17에 탑승했으며 국제 우주 정거장(ISS)에 약 5개월간 있었다. 2010년 6월 2일에 지구로 귀환했다.

## 경력

### 어린 시절
아버지 일 때문에 3살 때 효고현 이보군 다이시정으로 이사한다. 이카루가(斑鳩)보육원을 거쳐서 이카루가(斑鳩)초등학교에 입학하고 5학년까지 이 학교에 다닌다.

### 학생
지가사키 시립 하마스카 중학교, 가나가와 현립 지가사키호쿠료 고등학교, 도쿄 대학교 공학부 항공학과를 졸업한 뒤 도쿄 대학교 대학원 공업연구과에 들어가서 항공학 석사 과정을 수료했다.

### 기술자로서의 삶
이시가와 하리마 중공업(현재의 IHI)에서 항공기술자로 초음속여객기의 엔진 개발에 종사했다.

### 우주비행사로서의 삶

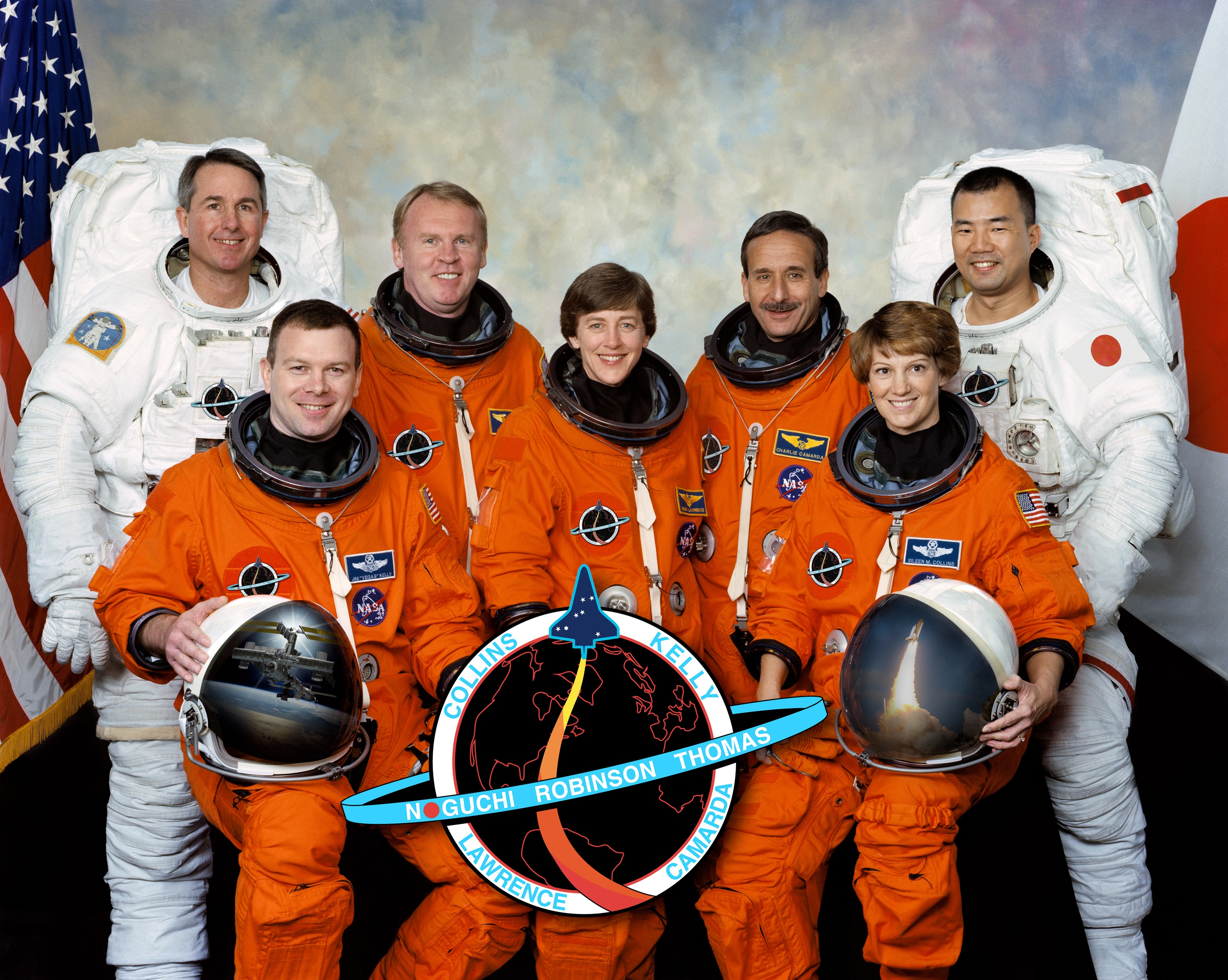
STS-114의 승조원

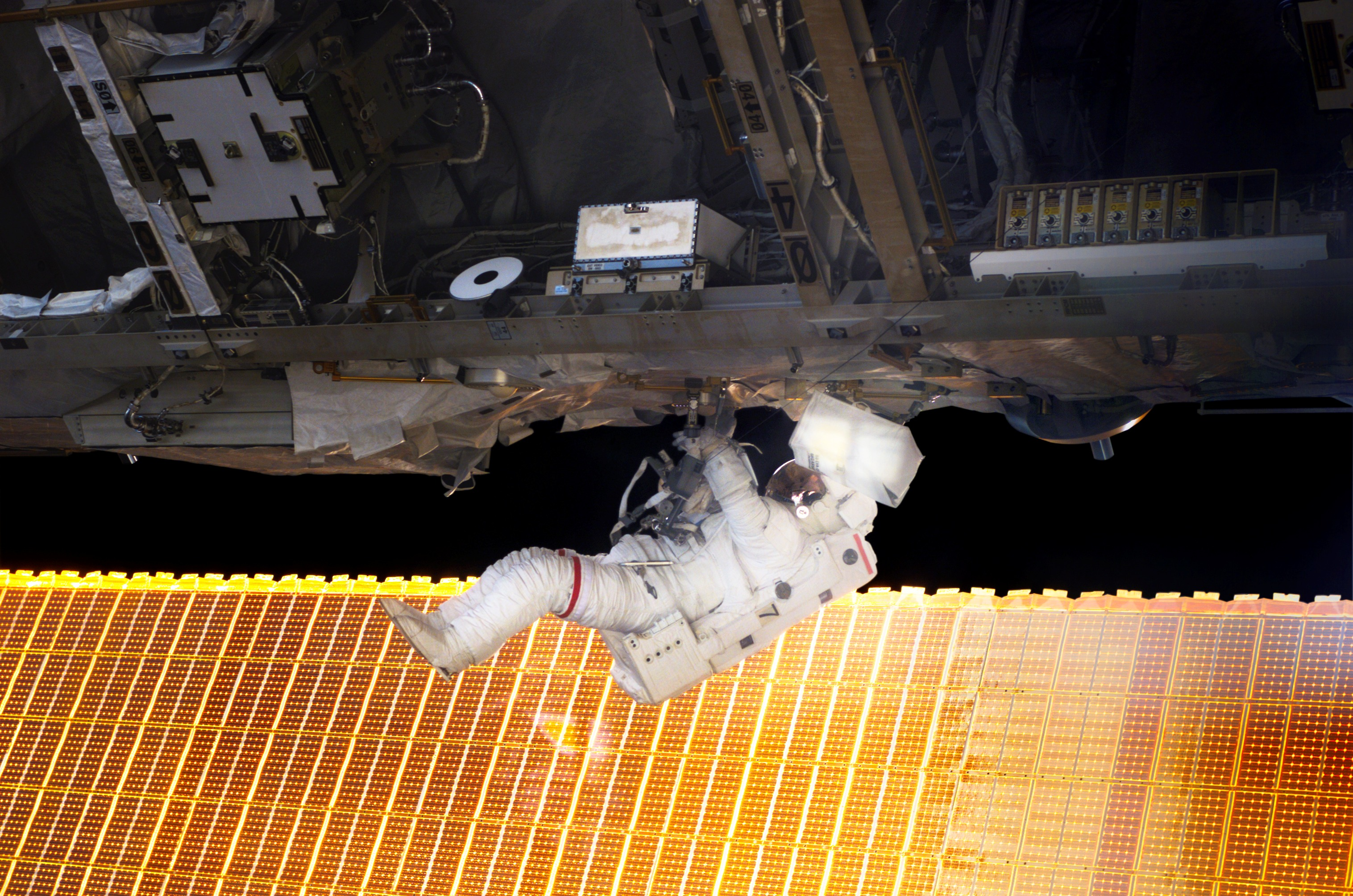
EVA(우주유영) STS-114에서 노구치 소이치 비행사가 처음으로 우주유영을 하는 장면

구 우주개발사업단 (현재의 우주항공연구개발기구:JAXA)의 모집에 응모해서 572명의 경쟁자들 중에서 1996년에 우주비행사 후보자로 선정되었다.

#### 우주비행사 훈련생
1996년 8월부터 NASA 존슨 우주센터에서 훈련을 시작했다. 1998년 7월부터 8월까지 유리 가가린 우주인 훈련센터에서 하는 훈련에 참가했다. 그 후에도 ISS 조별 미션 참가를 하는 등 NASA에서 계속 훈련을 했다.
처음 NASA가 발표한 비행예정(NASA 미국 시간 2001년 4월 9일 자정, NASDA(현 JAXA)의 언론발표는 4월 10일, NASA의 발표는 미국시간 4월 12일)에서는 2002년 7월에 STS-113임무를 수행할 인데버 우주왕복선에 탈 것이라 했으나 연기 및 변경되어서 STS-114 임무로 2005년에 비행하게 되었다.

#### STS-114
2005년 7월 26일 오후 11시 39분(일본 표준시 기준)에 쏘아올려진 디스커버리 우주왕복선에 탑승한 승조원 중 한명이다.
노구치 비행사는 자신이 어렸을 때 보이스카우트를 할 때 알고 지내던 바펜제조경영을 하는 친구에게 증정용 바펜을 의뢰했으며 승조원 전원의 이름을 넣어주고 1인당 2개씩 증정했다. 바펜을 노란색으로 꾸미고 디스커버리 호와 노구치의 출신지, 지가사키의 심벌인 우바시마가 숨겨져있기도 했다. 우주왕복선에서 나오는 화염의 색은 그라데이션을 사용했으며 공들여서 완성했다. 승조원 모두가 바펜을 파란 유니폼에 붙여서 탑승했다.
15일간 걸친 비행중 3번의 왕복선 바깥 활동을 했으며 우주왕복선에서는 처음으로 기체보수를 담당했다. 3번째 바깥 활동에서는 삐져나온 내열타일간의 중계기(gap fillers)을 제거했다. 우주왕복선에 탑재되어 있던 도구가 오른손잡이용이었기 때문에 스티븐 로빈손 비행사가 메인으로 작업을 담당했으며 왼손잡이인 노구치비행사는 사진을 찍었다. 다만 도구를 사용하는 정도가 아닌 중계기는 손으로 당기기만해서 빠져나오게 했다.

#### STS-114 귀환 후
2005년 8월 31일에 메이저 리그 뉴욕 메츠의 본거지가 있는 시스타디움에서 메츠vs필리스전의 시구식을 했다. 에일린 콜린스 선장과 찰스 카마다 비행사도 동참해서 시합전에 메츠의 마쓰이 가즈오와 인사를 주고받았다. 노구치 비행사는 초등학교 때 야구를 한 적이 있었으며 동경하는 선수는 왕정치라고 한다.
2005년 9월27일에 일본에 귀국할 예정이었으나 허리케인 리타가 머물고 있던 휴스턴 부근에 접근 중이었기 때문에 더 서둘러서 9월 23일에 귀국했다.

#### ISS 제18차 장기체재 백업
2007년 2월 ISS 제18차 장기체재를 할 와카다 코이치 우주비행사의 백업을 할 사람으로 임명되었다.

#### ISS 제22차/제23차 장기체재

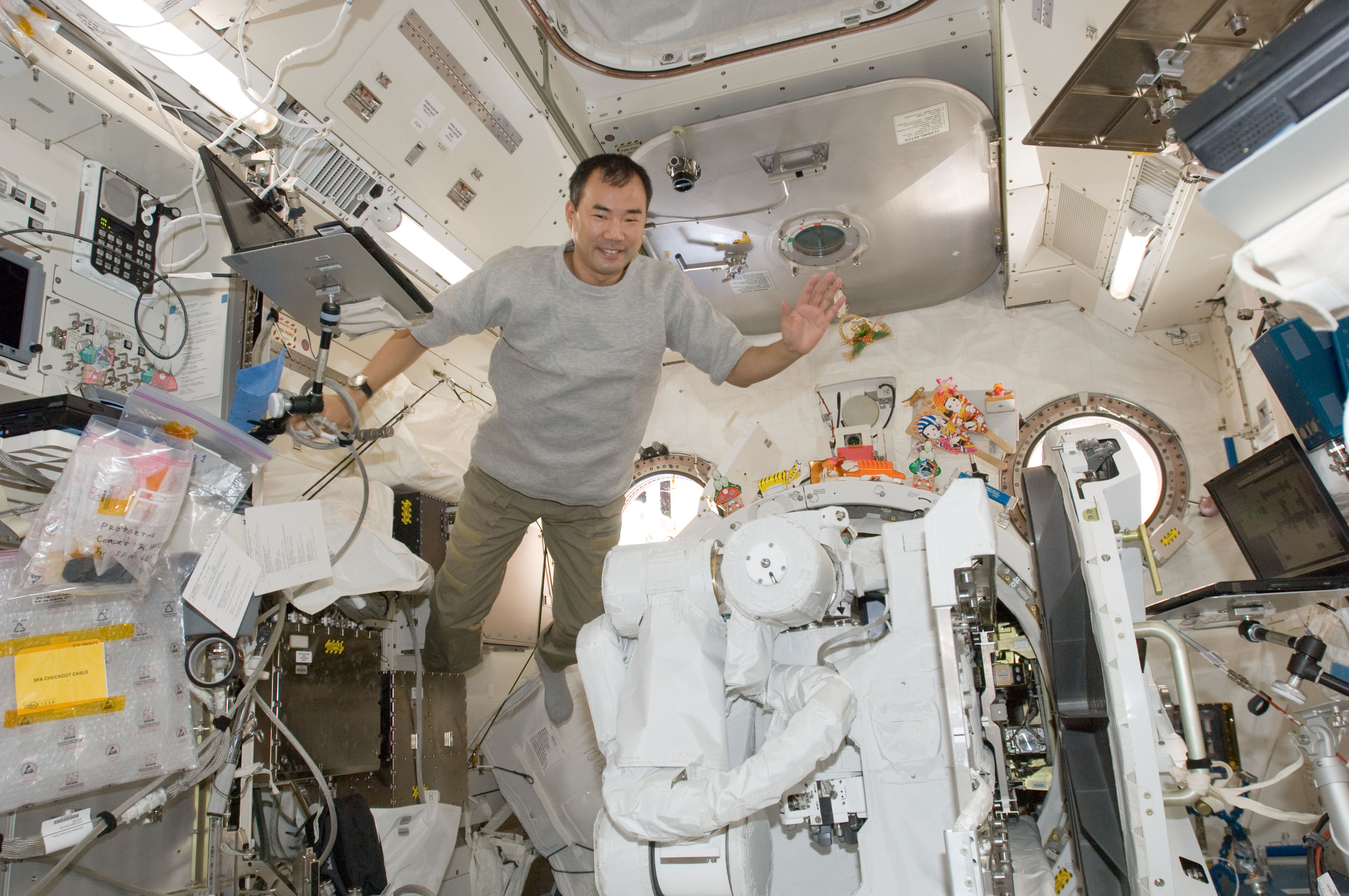
키보 모듈의 에어록에서 물품을 꺼내고있다

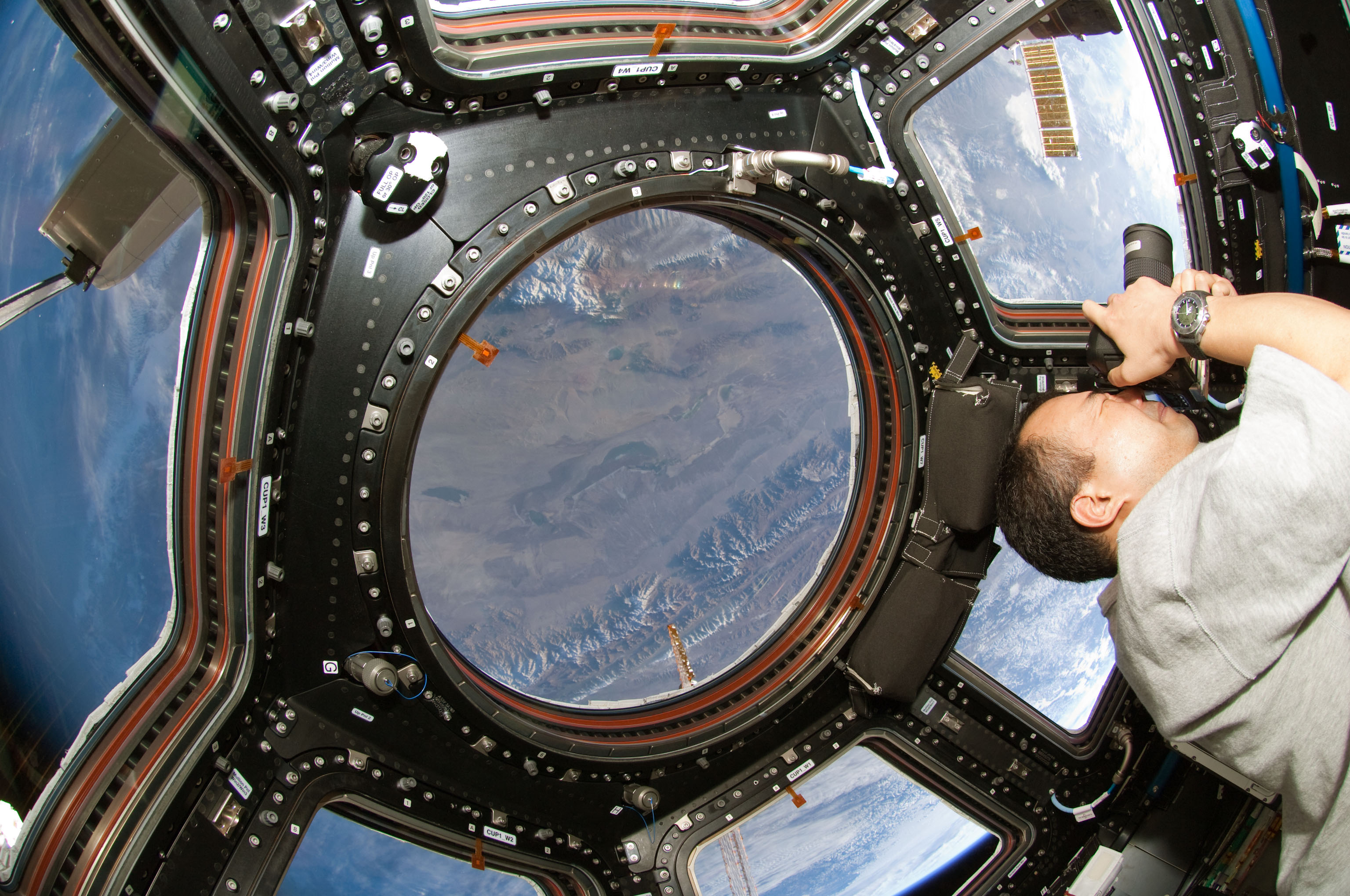
큐폴라에서 외부를 촬영하는 노구치 비행사

2008년 5월 JAXA는 ISS 장기체제 승조원으로 노구치 비행사를 임명했다. 일본인 비행사가 ISS에 장기체제를 하는 것은 와카다 코이치에 이어서 두 번째다. 소유스우주선의 선장을 보좌해서 조작을 하는 항공 기관사로 2009년 12월 20일에 소유스 TMA-17로 출발해서 체재를 시작했다.
ISS에서는 ISS각부 및 일본실험동 '키보 모듈'의 보수와 각종실험을 실시했다. 키보모듈의 정비로 2010년 2월에 위성간 통신 시스템(ICS)를 본격적으로 기동시키고 하이비전 영상으로 쓰쿠바와 교신해서 3월에는 로봇 암코암(ロボットアーム子アーム)을 설치하고 키보의 기본구성을 완비시켰다. 키보에서 하는 실험에는 미소(微少)중력을 이용한 대류의 테이터 취득 및 단백질 결정 생성등을 실험했다.(실험의 자세한 내용은 외부 링크를 참조) 그 후 iss에 오는 우주선 및 보급기의 인수준비와 미션보조작업도 담당하고 있다. 또 인터넷상으로 제공되고있는 커뮤니케이션 서비스 트위터를 통해서 즉시 정보발신이나 현지촬영한 영상, 동영상의 발표를 하고 지상의 사람들과 일상적은 교류를 했다. 광고활동으로 지상과의 교신이벤트를 여는 한편 iss 도착시에는 동료와 함께 산타클로스 차림으로 갈아타고 정월에는 가키조메를 쓰고밴쿠버 올림픽이 개최시에는 '세계최고고도의 스키점프' 자세를 보이는(트위터의 공개영상) 등 연중행사 및 국제적인 이벤트를 적극적으로 즐기는 모습을 보이고 3월 15일에는 간사이 tv 방송, 후지 tv의 버라이어티 방송 『SMAP×SMAP』에 중계 출연, SMAP 멤버와의 응답에 보태서 키보 내에서 손으로 만든 스시를 보이기도 했다.
우주 체류중이었던 같은 해 4월에 STS-131에 의해 야마자키 나오코가 ISS를 방문, 처음으로 우주공간에 일본인이 2명 이상 체류하게 되었다. 5월 15일 오후 8시 6분(일본 표준시)에 통산 우주체제 기간이 159일 10시간 46분을 넘었으며 이때까지 와카다 코이치가 보유하고 있던 일본인 우주체제 최장 기록을 갈아치웠다. 귀환은 갈때와 같았던 소유스 우주선에 탑승해서 6월 2일 오후 0시 25분(일본 표준시)에 카자흐스탄에 착륙했다.

## 취미
- 스키, 캠프, 조깅, 야구

## 저서
- 2006년

『スィート・スィート・ホーム』(스위트 스위트 홈) 木楽舎 ISBN 4-907818-69-6
『宇宙日記―ディスカバリー号の15日 』(우주일기-디스커버리호의 15일) 世界文化社 ISBN 978-4-418-06502-8
『オンリーワン ずっと宇宙に行きたかった 』(온리 원 여태껏 우주에 가고 싶었다) 新潮社 ISBN 978-4-10-302101-8
- 2009년 『宇宙においでよ! 』(우주로 와요!) 講談社 ISBN 978-4-06-214546-6

## 그 외
기혼이며 자녀는 3명이 있다.
STS-114미션 성공 덕택에 지카사키 시민영예상을 받았다.、2005년 10월 2일에 지카사키에서 열린 귀국보고회에서 표창을 수여받았다.。또 다이시 정 명예정민(町民)으로 뽑히기도 했다.
보이스카우트 지카사키 2단부장으로도 일했다.

## 같이 보기
- 우주 수업 - 우주와 지구의 교실을 연결해서 수업을 실시하는 것
- 후루가와 사토시 - 제22차/제23차 장기체제한 노구치비행사의 백업을 담당함
- 다치바나 다카시 -　저서 《우주로부터의 귀환》을 읽고 우주비행사가 되겠다는 목표를 정함
- 아키야마 도요히로 - 당시엔 TBS 사원. 일본인 최초로 '소유스'에 탑승함.